# Старий Ґрабйонж
Старий Ґрабйонж (пол. Stary Grabiąż, нім. Grabunz) — село в Польщі, у гміні Барвиці Щецинецького повіту Західнопоморського воєводства.
Населення — 407 осіб (2011).

## Демографія
Демографічна структура станом на 31 березня 2011 року:
|          | Загалом | Допрацездатний вік | Працездатний вік | Постпрацездатний вік |
| -------- | ------- | ------------------ | ---------------- | -------------------- |
| Чоловіки | 212     | 53                 | 149              | 10                   |
| Жінки    | 195     | 36                 | 132              | 27                   |
| Разом    | 407     | 89                 | 281              | 37                   |